# Axe médian

Une ellipse (en rouge), sa développée (en bleu), et son axe médian (en vert). L'ensemble de symétrie, un ensemble englobant l'axe médian correspond aux courbes verte et jaune. Un cercle bi-tangent est également représenté.

L'axe médian est une méthode permettant de représenter la forme d'un objet en trouvant son squelette topologique, c'est-à-dire un ensemble de courbes qui « court » le long du « milieu » de l'objet.
En deux dimensions, l'axe médian d'une courbe S est le lieu des centres des cercles qui sont tangents à S en deux points ou plus, et qui sont contenus dans S (donc, l'axe médian est contenu dans S).
L'axe médian est un sous-ensemble de l'ensemble de symétrie (en), qui est défini de manière similaire, sauf qu'il inclut des cercles non contenus dans S (donc, l'ensemble de symétrie de S s'étend généralement à l'infini, de la même manière que le diagramme de Voronoï d'un ensemble de points).
L'axe médian peut se généraliser à des hypersurfaces de dimension k en remplaçant les cercles 2D par des hypersphères de dimension k. L'axe médian en 2D est utile pour la reconnaissance de caractères et d'objets, alors que celui en 3D est utilisé pour la reconstruction de surface intervenant dans les modèles physiques.
Si S est donnée par une paramétrisation unitaire {\displaystyle \gamma :\mathbf {R} \to \mathbf {R} ^{2}}, et {\displaystyle {\underline {T}}(t)={d\gamma  \over dt}} désigne le vecteur tangent en chaque point. Alors il existe un cercle bi-tangent avec un centre c et un rayon r si
- {\displaystyle (c-\gamma (s))\cdot {\underline {T}}(s)=(c-\gamma (t))\cdot {\underline {T}}(t)=0,}
- {\displaystyle |c-\gamma (s)|=|c-\gamma (t)|=r.\,}

Pour la plupart des courbes, l'ensemble de symétrie formera une courbe unidimensionnelle et pourra contenir des points de rebroussement. L'ensemble de symétrie possède des points finaux qui correspondent aux sommets de S.